# República Democrática Federal de Transcaucasia
La República Democrática Federal Transcaucásica o Estado Unido del Cáucaso  (RFDT, ЗКДФР) fue una república federal surgida de la Transcaucasia del Imperio ruso el 22 de abril de 1918, mientras este se desmembraba debido a la guerra civil rusa. La joven república no pudo sobrevivir debido a la debilidad del gobierno central, que no pudo controlar a las fuerzas políticas nacionales de los Estados que componían la república: Armenia, Georgia y Azerbaiyán.

## Antecedentes
La Revolución de Febrero de 1917 significó el debilitamiento del control ruso sobre las naciones de Transcaucasia. El Gobierno provisional ruso estableció el Comité Especial Transcaucásico para gobernar la región; no obstante, el poder real lo ejercían los diputados del Consejo Nacional de los Pueblos del Cáucaso (CNPC). Desde un principio, los diputados azeríes, miembros de la 4ª Duma Estatal de Rusia y simpatizantes del Musavat, dominaron el Consejo Nacional.
El 20 de septiembre de 1917, el CNPC proclamó en Tiflis la creación del Comisariado Transcaucásico. Esta medida fue apoyada por los partidos de la izquierda moderada nacionalista, social-revolucionarios georgianos, socialdemócratas, Dashnak armenios y Musavat azeríes. Este gobierno central fue ineficiente, ya que los partidos dominantes en Georgia, Armenia y Azerbaiyán eran los que controlaban sus respectivas naciones.

## Revolución de Octubre y proclamación de la república independiente
Luego de la Revolución de Octubre, el 15 de noviembre de 1917, la izquierda de Azerbaiyán se rebeló contra el poder central transcaucásico, ejercido de facto por el Musavat, y proclamó la Comuna de Bakú. Los territorios transcaucásicos habían rechazado la abolición del Gobierno provisional ruso y la toma del poder de los bolcheviques. No reconocieron al nuevo Gobierno soviético.
La firma del Tratado de Brest-Litovsk el 3 de marzo de 1918 significó la ocupación turca de Kars, Ajaltsije y Ayaria, zonas pobladas por armenios y georgianos.
Con el objetivo de formar un sólido frente contra el Imperio otomano, los partidos dominantes de las naciones de Transcaucasia proclamaron la República Democrática Federal Transcaucásica, teóricamente dependiente de la República Soviética de Rusia, e intentan negociaron las nuevas fronteras con los turcos otomanos. El Imperio otomano (en plena partición) se mostró inflexible: estalló entonces la guerra los turcos por una parte y los georgianos y armenios, por otra. Los azeríes del Musavat estaban por entonces enfrascados en la lucha contra la Comuna de Bakú.
En vista de que la unión con la República Soviética de Rusia no ofrecía ninguna garantía, la Dieta Transcaucásica proclamó la independencia el 9 de abril de 1918. Al igual que con la comisaría, las tres naciones transcaucásicas continuaban siendo gobernadas en realidad por los socialdemócratas georgianos, los armenios del Dashnaktsutiún y los azeríes del Musavat.

## Efímera existencia

El avance otomano en el Cáucaso en 1918. Las desavenencias entre las repúblicas que componían la federación acerca de la actitud frente a los otomanos originó la ruptura de la unión entre ellas.

La paz firmada entre el Gobierno bolchevique ruso y los Imperios centrales hizo que el ejército ruso se retirase del Cáucaso, lo que permitió el avance de las fuerzas otomanas, que se apoderaron del puerto de Batumi. Las desavenencias entre las tres repúblicas que componían la federación respecto a cómo afrontar la situación acabaron con ella en poco tiempo. La República Democrática Federal Transcaucásica duró menos de cinco semanas: La República Democrática de Georgia se separó el 26 de mayo de 1918, y entabló una serie de discusiones con las autoridades alemanas y otomanas en Batum, para negociar la frontera. Dos días después, la República Democrática de Azerbaiyán y la República Democrática de Armenia siguen su ejemplo y la República deja de existir.
A la disolución de la República Democrática Federal Transcaucásica le siguieron la formación de la República Democrática de Georgia, República Democrática de Armenia y República Democrática de Azerbaiyán.

## Consecuencias
Navíos de guerra alemanes arribaron a la República Democrática de Georgia a finales de mayo, con lo que Georgia renunció a Batum, Kars, Ardahan, Ajaltsije y Ajalkalaki, que cedió al Imperio otomano. La intervención turca continuó y empero.
Los ejércitos otomanos penetraron en Azerbaiyán en junio de 1918, con el beneplácito del Musavat, para derrotar a la Comuna de Bakú. Los bolcheviques de la Comuna no deseaban solicitar ayuda al Gobierno británico y los mencheviques los expulsaron del gobierno el 31 de julio. Se proclamó entonces la Dictadura del Caspio Central y el 17 de agosto las tropas británicas entraron a Bakú, para sostener a los mencheviques y fusilar a los dirigentes bolcheviques.
El 15 de septiembre los británicos abandonaron Bakú ante la superioridad otomana, y el Musavat controló todo Azerbaiyán de nuevo. No obstante, el apoyo otomano se esfumó con la firma del Armisticio de Mudros ya que, aunque Turquía había vencido en el frente de Azerbaiyán, había perdido la Primera Guerra Mundial. Como consecuencia de esta derrota general, los turcos se retiraron de la Transcaucasia y los británicos volvieron a ella en diciembre de 1918.
Las derrotas del Imperio otomano desencadenaron el levantamiento de los nacionalistas turcos y el principio de la guerra de Independencia Turca. Turquía libró una breve guerra con Armenia (la guerra turco-armenia), que debilitó mucho a este último país. Inmediatamente después, Armenia tuvo que enfrentar una invasión soviética desde Azerbaiyán, que había sido invadida por los bolcheviques en abril de 1920. Georgia, la única república de la antigua Federación que mantenía su independencia, fue invadida por los soviéticos en febrero de 1921.
En 1922, las naciones de la Transcaucasia quedaron englobadas en una nueva república federal, esta vez soviética, que recibió el nombre de República Socialista Federativa Soviética de Transcaucasia. En diciembre de 1922, esta pasó a formar parte de la Unión Soviética, fundada mediante el Tratado de Creación de la URSS.